# Bāmarnī
Bāmarnī (kurdiska: Bameṟnê, arabiska: بامرني, kurdiska: بامەڕنێ, Bameṟnî, بامەڕنى) är ett underdistrikt i Irak.   Det ligger i provinsen Dahuk, i den norra delen av landet, 400 km norr om huvudstaden Bagdad.